# Æðuvík
Æðuvík [ˈɛavʊvʊik] (dänisch: Avevig) ist ein Ort der Färöer an der Südspitze der Insel Eysturoy.
- Einwohner: 100 (1. Januar 2007)
- Postleitzahl: FO-645
- Kommune: Runavíkar kommuna.

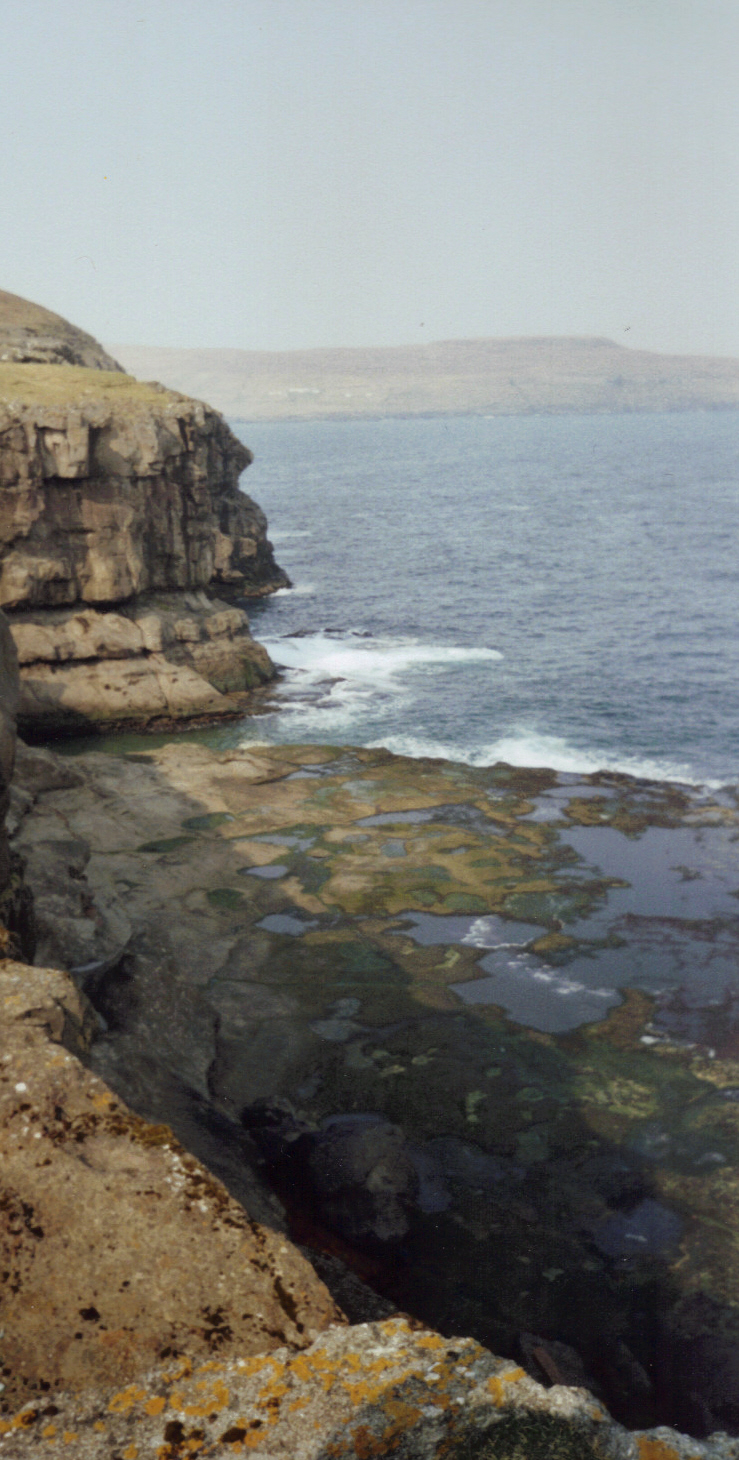
Thingstätte Tinghella

Seinen Namen hat das Dorf von der Eiderente (färöisch: Æða) und vík, dem Wort für Bucht. Æðuvík bedeutet also Eiderentenbucht.
Der Ort wurde 1897 gegründet. Früher befand sich an diesem Ort die alte lokale Thingstätte Tinghella. Die Stelle ist heute noch zu sehen: Sie befindet sich unweit nördlich des Dorfes unmittelbar am Meer und ist nur über das Wasser zu erreichen.